# 米哈伊尔·米津采夫
米哈伊尔·叶夫根尼耶维奇·米津采夫（羅馬化：Mikhail Yevgenyevich Mizintsev；1962年9月10日—），綽號馬里烏波爾屠夫，俄羅斯陸軍上將，現任瓦格納集團副總指揮，曾任俄罗斯国防部主管後勤事務的副部长及國防管理中心負責人。他在2022年馬里烏波爾圍城戰中指揮俄羅斯軍隊。

## 生平
米津采夫於1980年加入蘇聯陸軍，蘇聯解體後加入俄羅斯陸軍。他被指控俄羅斯軍事干預敘利亞內戰期間策劃了轟炸行動（包括在阿勒頗戰役）。
2022年俄羅斯入侵烏克蘭期間，米津采夫率領軍隊圍攻馬里烏波爾，據報導他親自指揮了圍攻，期間數次發起針對平民的攻擊，包括對馬里烏波爾劇院和醫院的空襲。他被包括烏克蘭人權律師亚历山德拉·马特维丘克在內的多人指控犯有戰爭罪，马特维丘克表示海牙國際刑事法院應追究其所犯下的戰爭罪。
米津采夫本人否認了這些指控，反而指責烏克蘭軍隊製造了「一場可怕的人道主義災難」，他指責亞速營躲在劇院和醫院內，並聲稱他將允許馬里烏波爾任何投降的人「安全撤離」。不過他的說法已被非俄羅斯消息人士駁斥，消息人士表示難民正在遭到襲擊並被送往過濾營。
2022年3月31日，英國外交大臣麗茲·特拉斯宣佈，米津采夫已與幾位俄羅斯電視主持人一起被列入英國制裁名單。2022年4月7日，澳洲跟進制裁。
2022年9月，接替德米特里·布尔加科夫担任俄罗斯联邦国防部副部长，负责后勤工作。2023年4月27日被免職，由国民近卫军副总司令阿列克谢·库兹缅科夫上将接任。同年5月，米哈伊尔确认接受了来自普里戈任的任命邀请，在瓦格纳集團擔任副总司令。